# Estación de Patraix
Patraix es una estación de las líneas 1, 2 y 7 de Metrovalencia. Se encuentra en el distrito de Patraix (barrio del mismo nombre), en la avenida de Gaspar Aguilar frente al número 47.

## Historia
Se inauguró el 8 de octubre de 1988, junto con el resto de estaciones subterráneas de las líneas 1 y 2, encontrándose anteriormente en superficie y formando parte de la línea del trenet hasta Villanueva de Castellón.
Del 30 de octubre de 2024 al 17 de febrero de 2025, a consecuencia de las graves inundaciones acontecidas en la provincia de Valencia, las líneas 1 y 2 no prestaron servicio en esta estación.

## Situación
La estación se encuentra bajo el trazado de la antigua línea del trenet, justo bajo el punto donde existía un paso a nivel en la avenida de Gaspar Aguilar.

## Accesos
Dispone de tres accesos, cada uno en la intersección de la avenida de Gaspar Aguilar con la calle de Agustina de Aragón, con la calle de Fontanars dels Alforins y con la calle de Venezuela, respectivamente. El ascensor se encuentra en este último.